# ミニDINコネクタ

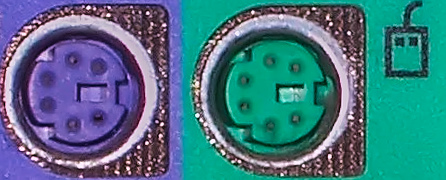
PCの背面にある色分けされたPS/2コネクタ（紫がキーボード用、緑がマウス用）

ミニDINコネクタ（ミニダインコネクタ、ミニディンコネクタ）は、ドイツ工業規格(DIN)により規格化された多ピンコネクタである。ミニDINコネクタは、それ以前に画定されたDINコネクタに形状が似ているが、それよりもサイズが小さい。

## 概要

PS/2ソケットのピン配列。
プラグ側のピン配列は左右反対になる。

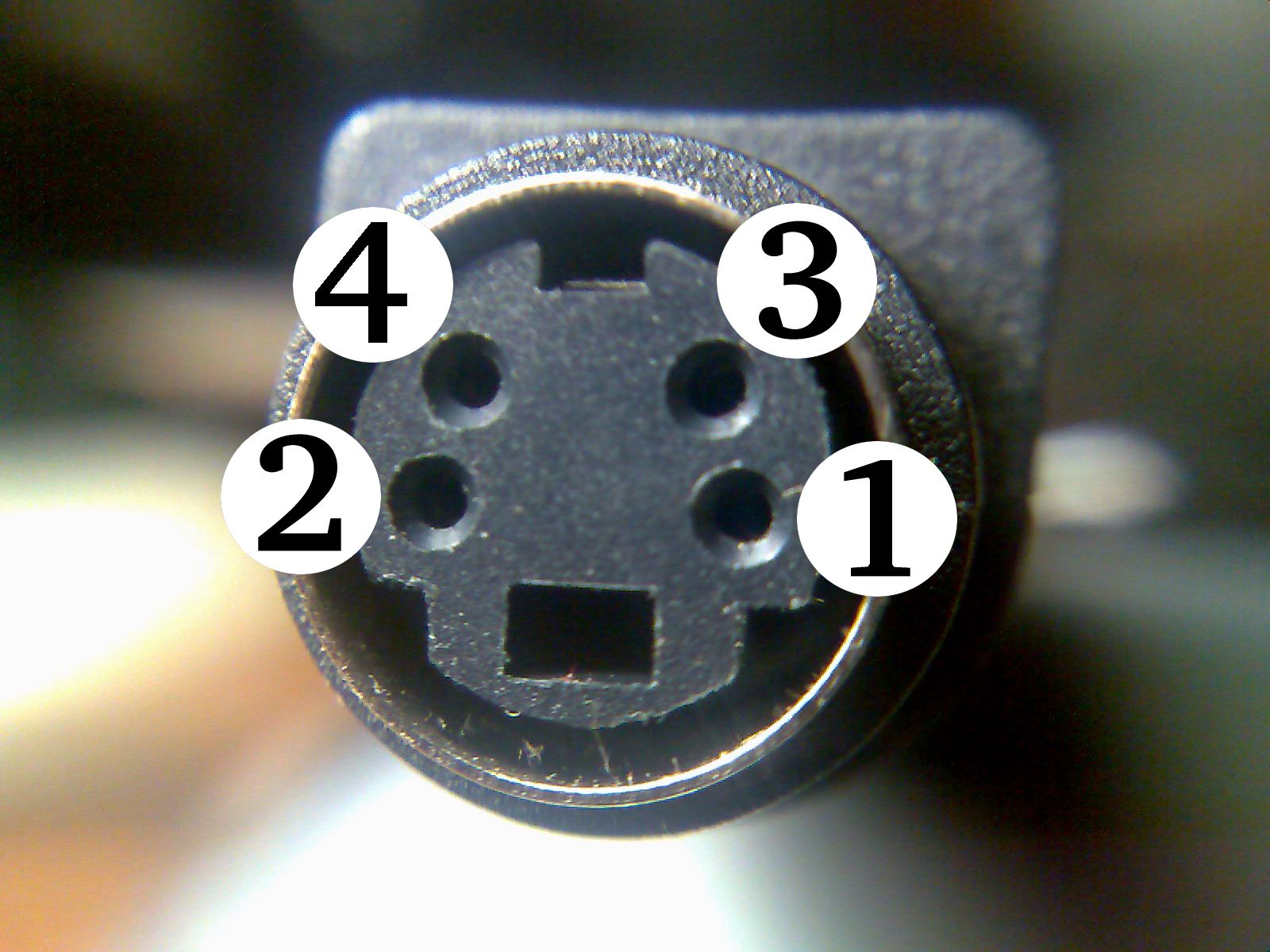
映像用のS端子のコネクタ。
メス側なので、ピン1が右下にある。

ミニDINコネクタは直径9.5 mmで（DINコネクタは13.2 mm）、信号ピンの数が3本から9本までの7つのパターンがある。あるパターンのプラグを他のパターンのソケットに入れようとしても入らないようにするため、金属シールドに3カ所の凹みと、四角いプラスチックピン（信号ピンではない）がある。7つのパターンは、(1)信号ピンの配置、(2)四角いプラスチックピンのサイズと位置、(3)円形の金属シールドの凹みの位置がそれぞれ異なる。
一般にレセプタクルはメスであり、ロック機構は無い。信号ピンが細く、曲がりやすい。
プラグ（オス側）のピン番号は左から右、下から上に振られている。ピン1は左下、最も大きなピン番号のピンは右上になる。メス側は左右反対になる。
|  | ミニDIN-3 | THX 3Dディスプレイ規格対応プロジェクターの3Dメガネ専用端子 LocalTalk – AppleTalk Personal Network |
|  | ミニDIN-4 | S端子 Macにおいて一時期使用されていたApple Desktop Bus（ADBポート） |
|  | ミニDIN-5 | MIDI（一部） 一部の外付けHDD用ACアダプタ端子 |
|  | ミニDIN-6 | IBM PC/AT互換機のマウスやキーボードを接続するPS/2コネクタ Acorn Archimedesのキーボードポート FDDIスイッチの光バイパスコントロール信号のコネクタ Terminal node controllerとアマチュア無線機器との接続 鉄騎コントローラーのフットペダルポート |
|  | ミニDIN-7 | iRobotのロボット掃除機ルンバの外部のセンサーや制御用のインターフェース 各種のAV機器 |
|  | ミニDIN-8 | サン・マイクロシステムズのキーボード・マウス・シリアルプリンター・モデム用のポート AppleのLocalTalk（プリンター/モデムポート） 三菱電機製シーケンサ一部機種のRS-422通信ポート                                                               |
|  | ミニDIN-9 | Acorn Archimedesのマウス マイクロソフトのバスマウス メガドライブ2、メガジェットおよびスーパー32XのAV端子(スーパー32Xの場合AV入力端子と初代メガドライブ用接続ケーブルの出力側もこの端子である) Bose Link 各種のAV機器                        |

## 非標準のコネクタ

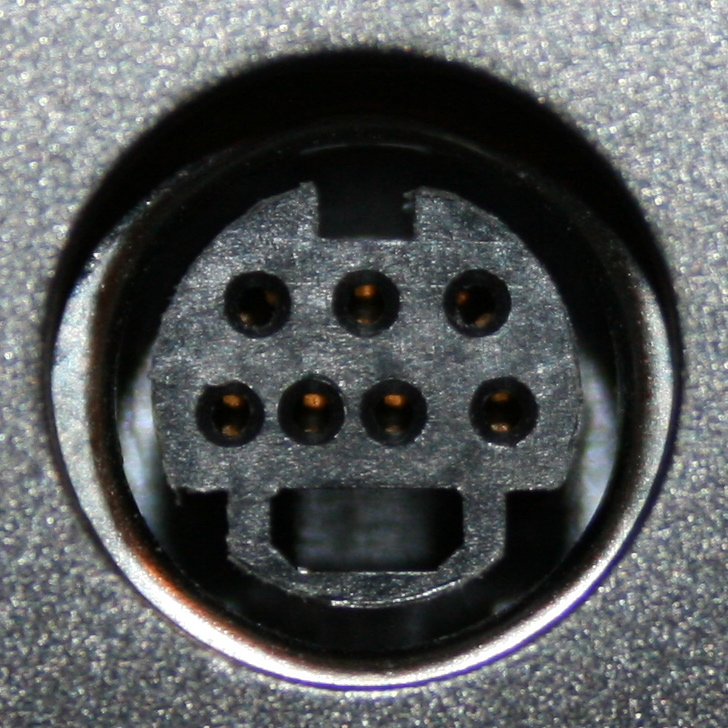
ミニDIN-4コネクタから派生した非標準の7ピンコネクタ

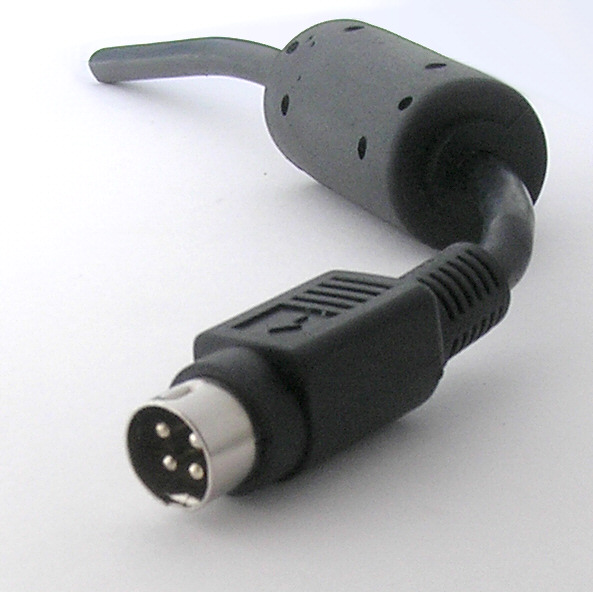
誤ってミニDINコネクタに分類されてしまっているDCコネクタ

いくつかの非標準ソケットは、標準的なミニDINプラグとかみ合うように設計されている。このような非標準コネクタは、標準コネクタにはない信号ピンを追加し、2つの標準コネクタが必要な所を1つのコネクタで済むようにして、スペースを節約するのに使われている。
その他の非標準コネクタは、同じ規格の非標準コネクタ同士でしか接続できず、9.5 mmのコネクタを使用するという点だけがミニDINコネクタと共通している。これらの非標準ミニDINコネクタは、ドイツ工業規格を制定するドイツ規格協会に承認されたものではなく、そのメーカーが独占しているものである。
非標準コネクタは単品では商品として流通しておらず、すでにケーブルとして加工済みの既製品を流用するか標準コネクタを改造することでしか代用が出来ない。
|  | 非標準 ミニDIN-7  | S端子とコンポジット映像端子を組み合わせたコネクタ                                                 |
|  | 非標準 ミニDIN-8  | Apple GeoPort 日本ビクターの端子 アレンブラッドリー Micrologix PLC PCエンジンのコントローラー端子 |
|  | 非標準 ミニDIN-9  | HauppaugeビデオキャプチャーカードのSCART端子                                                      |
|  | 非標準 ミニDIN-10 | セガサターンのAV端子                                                                              |
|  | 非標準 ミニDIN-13 | アルパイン製カーナビ一部機種のRGBケーブル                                                         |

### その他の非標準コネクタの利用例
- ベイヤーダイナミック マイクロフォンコネクタ
- 3ピンや4ピンのDCコネクタ（英語版）にミニDINコネクタに類似している物があり、それらの俗称として「パワーDINコネクタ」と呼ばれることがある。

## その他の利用例
- 多ピンコネクタによるAVアンプのアナログサラウンド出力端子
- PC-9801のキーボード端子（ミニDIN8ピン）・バスマウス端子（ミニDIN9ピン）・ノートPCのアナログRGB端子（ミニDIN10ピン）
- X68000のキーボード端子（ミニDIN7ピン）・マウス端子（ミニDIN5ピン）
- クラリオン製（ブランド名アゼスト）カーナビ一部機種のRGBケーブル（ミニDIN8ピン）